# Даоизъм
Даоизмът (или таоизъм) е система от китайски философски и религиозни концепции, свързани тясно помежду си. Възникнал през 6 век пр.н.е., Таоизмът оказва силно влияние в Източна Азия през последните две хилядолетия, а на Запад в последните две десетилетия. Думата дао или тао (道) буквално се превежда като път, макар днес в китайския фолклор и религия да е придобил по-абстрактни значения. Даоистките правила за коректност, правилност и етика наблягат на т.нар. „Три съкровища“ – състрадание, умереност и скромност.
Даоизмът е философия, която проповядва хармония във всичко, представена от съюза между безпорядъка и законността, отрицателното и положителното, земята и небето чрез символа ин-ян. Таоистичната мисъл обикновено се фокусира върху (съ)отношението човек-космос (天人相应), здраве и дълголетие, у уей (wu wei 无为– действие чрез недействие), свобода, спонтанност, празнота и човечност. Предполага се, че негов основоположник е китайския философ Лао Дзъ. Докато конфуцианството се свързва с днешните практически правила за поведение, Даоизмът третира едно по-високо, много по-глобално по обхват, по-духовно ниво на съществуване. Подчертава се връзката между човека и природата, която отхвърля нуждата от стриктно определени правила и порядък. В Даоизма няма специални божества и повечето му последователи са политеисти, вярват в различни духове, свързани с природата или духове на предците си.
Много аспекти от китайската култура, включително астрологията, кухнята, бойните изкуства, традиционната медицина и фън шуй, са силно обвързани с Даоизма.
| Даоизъм |
| 道教    |

## Категоризация
Има дебат върху това как даоизмът да бъде категоризиран, традиционно той се дели на 2 категории:
- Философски даоизъм
- Религиозен даоизъм

## История
Произходът на Даоизма може да се проследи до праисторически Китай и вероятно свързаните с тази епоха религии. Първото най-важно събитие в историята му е написването на Дао Дъ Дзин през 6 век пр. Хр. от мъдреца Лао Дзъ. Поради факта, че Даоизмът е комплексна, а не единна доктрина, трудно може да се определи кога е обособен под сегашното си название и като отделна философия. Според някои изследователи той се е обособил под влияние на Будизма. Според други, считаният за основоположник Лао Дзъ е бил учител както на Буда, така и на Конфуций, откъдето и сходството в трите религии. В някои даоистки секти е разпространено вярването, че Лао Дзъ е живял 800 години. Необичайното тук е, че Дао Дъ Дзин, творбата която по традиция му се приписва, е написана близо 600 години преди Христа, а той самият е провъзгласен официално от императорския двор като божество в средата на втори век след Христа. Оттук произтичат и споровете относно това кой е истинският основоположник на Даоизма.
Даоизмът добива статут на официално вероизповедание в Китай по времето на династия Тан, чиито императори се провъзгласяват за наследници на Лао Дзъ. Няколко владетели от династията Сун, сред които и Хуейдзун, разпространяват учението и събират различните ръкописи. По времето на династията Цин обаче даоистката доктрина е отхвърлена и заменена с традиционното конфуцианство. През 18 век е създадена императорската библиотека, която обаче не включва нито един даоистки текст. В началото на 20 век единственото оцеляло копие на Даодзан е било в манастира на Белия облак в Пекин. Днес Даоизмът е една от петте религии, официално признати в Народна република Китай. Правителството контролира даоистките институции чрез държавен орган – Даоистката асоциация на Китай.

## Вярвания
Даоизмът никога не е бил единна религия, а по-скоро система от различни и разнообразни вярвания, всяко от които се базира на определени писмени наставления от различни мъдреци и мислители. Въпреки това съществува нещо като ядро от практики и вярвания, които са общи за многобройните учения и секти. Даоистката теология набляга на различни теми от Дао Дъ Дзин (道德經) и Джуандзъ (庄子), като например пълноценност, смирение, не-действие (у уей), спонтанност, празнота (в смисъла на пречистване), гъвкавост, възприемчивост, безпристрастие, както и приблизителността на всеки аспект от човешкия живот.

## Етическа система
Трите съкровища (на китайски: 三寶; пинин: sānbǎo) са основните ценности в Таоизма. Трите съкровища са състрадание, умереност и скромност. Те също биват превеждани като учтивност, естественост/простота/непринуденост (липса на прекалености) и сдържаност.

### Сексуалност
От таоистка гледна точка сексуалността на тялото е виждана като положително предимство, тъй като ум и тяло не са положени в контраст или опозиция, сексът се разглежда като витален компонент на романтичната любов, все пак Таоизма препоръчва самоконтрол и умереност и сдържаност.

### Въздържание
Китайското правителство предпочита целибатния модел на Будизма за таоисткото духовенство. Гуанжен са свещеници които взимат обет за целибат, но Ченги Дао свещениците са често женени и живеят у дома, а не в манастири, поради което са наречено санжу Таоши или „таоистки свещеници, живеещи вкъщи“.

## Божества
Традиционната китайска религия е политеистична, като множеството божества са част от сложна небесна йерархия, отразяваща бюрократичната система на Империята. Според вярванията, божествата могат да бъдат повишавани или понижавани, заради своите действия. Конкретните божества, които се почитат, варират силно в различните географски области и исторически периоди, макар че общата схема е сравнително устойчива.
Между изследователите няма пълно съгласие по въпроса за точния състав на китайския пантеон. В народния даоизъм обикновено водач на всички божества е Нефритеният император, докато по-интелектуалните даоисти, като Школата на небесните наставници, поставят на това място Лаодзъ и Тримата чисти.

## Последователи
Броят на последователите на даоизма е трудно да бъде оценен, поради множество причини, включително самото определение за даоизъм. Последователите на китайската традиционна религия се оценява на малко под 400 милиона души. Повечето китайци, както и много чужденци, са повлияни в някаква степен от даоистката традиция. Оценките за броя на даоистите по света варират между 20 и 50 милиона души. В Тайван 7,5 милиона души (33% от населението) се самоопределят като даоисти.
Даоизмът, както и останалите религии в комунистически Китай, е подложен на ограничения и преследвания, особено по време на Културната революция. През последните десетилетия там се полагат известни усилия за възстановяването на даоистката религия, като през 1980 година е възстановена забранената през Културната революция Китайска даоистка асоциация.
Извън Китай и Тайван даоизмът е най-разпространен сред китайската диаспора в Малайзия, Сингапур и други страни. Извън китайската общност в наши дни по-големи групи организирани даоисти има в Корея и Виетнам. Даоистката литература и изкуство е оказала влияние и върху цялостната култура на съседни страни, като Корея, Япония и Виетнам.

### Преводи на Лао Дзъ
- Лао Дзъ, Дао Дъ дзин (непосочен преводач, от английски)
- Теодора Куцарова, Лао Дзъ. Дао Дъ дзин Трактат за Дао и Добродетелта (линкът е към частичен превод) Архив на оригинала от 2008-12-15 в Wayback Machine., в „Proceedings of The First National Symposium on Korean Studies“, Кореана: Корея – Традиции и съвременност, София, февруари 1996

### Книги
- Филип Раусон, Лао Дао – тълкуване на китайската философия за живота и промяната, изд. Женифер-Хикс, София, 1991
- Чжан Чжунлан, Тао любов. Древнокитайска книга за любовта, изд. Слово, Велико търново”, 1991
- Бян Джиджун, Хуашанска даоска школа. Китайски упражнения, ИК Одисей, София, 1992
- Бенджамин Хоф, Дао-то на Пух. В тази книга Пътят се разкрива от Мечето с Малко Мозък, ИК Дамян Яков, София, 1992
- Д-р Стефан Т. Чан, Цялостно система за самолечение. Даоистките вътрешни упражнения, София, 1993
- Джао Бичън, Даоистка вътрешна алхимия. Тайната за усъвършенстването на Същностната природа и Вечния живот, изд. Шамбала, София, 1995 г., второ издание 1997
- Джоу Тсун Хуа, Дао на И Дзин, изд. Аратрон, 1998
- Ден Миндао, Хрониките на Дао. Тайния живот на един даоски майстор, ИК Златен Дракон, София, 1999
- Ева Уонг, Даоизъм. Въведение в историята, философията и практиката на древната китайска традиция, изд. Аратрон, София, 2002
- Чън Кайгуо, Джън Шунчао, Портите на Дракона. Постигане на Великото Дао – пътят на съвременния даоски наставник Уан Липин, изд. Изток-Запад, София, 2003
- Даниел Рийд, Дао на здравето и дълголетието, изд. Хермес, 2006
- Лю Дунбин, Тайната на златното цвете, превод от английски, изд. Шамбала, 2011

### Статии
- Хорхе Луис Борхес. Проникване в битието. Древнокитайската „Книга на промените“ в културата на съвременния свят, сп. „Книгосвят“, бр. 11/1989